# Dougal Haston

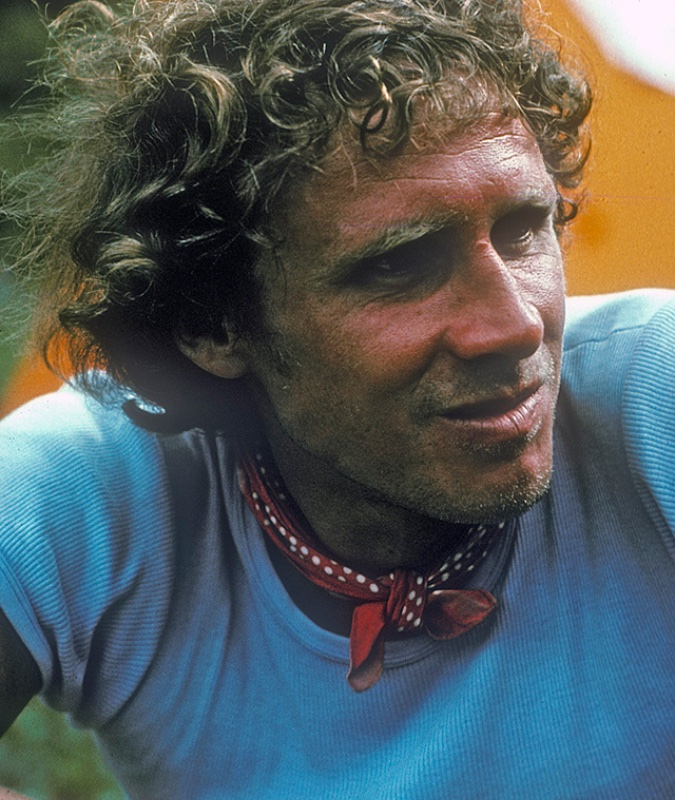
Dougal Haston

Duncan „Dougal“ Curdy MacSporran Haston (* 19. April 1940 in Currie, Edinburgh; † 17. Januar 1977 bei Leysin) war ein schottischer Extrembergsteiger.

## Alpinistische Leistungen
Über Wanderungen in den schottischen Highlands und Klettereien an Mauern und Gebäuden kam Haston zum Bergsteigen. Die bemerkenswertesten alpinistischen Leistungen gelangen ihm in den 1960er und 70er Jahren, als er zur britischen Bergsteigerelite zählte. 1966 durchstieg er mit John Harlin die Eiger-Nordwand über eine neue, direkte Route (Direttissima); Harlin kam dabei ums Leben. Am 27. Mai 1970 war er zusammen mit Don Whillans an der Annapurna erfolgreich, dessen Südwand er zum ersten Mal durchstieg. 1974 gelang Haston die Erstbesteigung des Changabang im indischen Himalaya; 1975 bestieg er (nach einem erfolglosen Versuch mit Don Whillans 1971, der auf 8350 m Höhe endete) schließlich zusammen mit Doug Scott als erster Brite den Mount Everest; diese Besteigung erfolgte als Erstbegehung über die Südwestwand. Bekannt wurde diese Unternehmung vor allem dadurch, dass Haston und Scott schon früh während des Abstiegs, noch weit über 8500 m Höhe, zu einem Biwak unter freiem Himmel gezwungen wurden, das sie glücklicherweise unbeschadet überstanden. 1970 an der Annapurna wie auch 1975 am Mount Everest war der berühmte englische Bergsteiger Chris Bonington der Expeditionsleiter. 1975 – nach der Everest-Besteigung – gelang Haston noch eine Erstbegehung in der Südwestwand des Mount McKinley.
Später war Haston der Leiter der Internationalen Bergsteigerschule in Leysin (Schweiz). Er kam 1977 in der Umgebung dieses Ortes beim Skifahren in einer Lawine ums Leben.

## Lebensstil
Dougal Hastons Lebensstil war exzessiv bis halsbrecherisch. Von draufgängerischen, äußerst riskanten Kletteraktionen über Kirchenbesteigungen, bei denen Frauenunterwäsche gut sichtbar auf der Turmspitze platziert wurde, reichten seine Eskapaden bis zu Diebstählen und Alkoholmissbrauch. 1965 verursachte er unter Alkoholeinfluss einen Autounfall, bei dem ein Mensch zu Tode kam, und verbüßte daraufhin eine Haftstrafe. Aufgrund seiner aufsehenerregenden alpinistischen Leistungen, des lockeren Lebensstils und des frühen Todes wurde Dougal Haston für viele zur charismatischen Kultfigur.

## Ehrung
2002 wurde Haston in die Scottish Sports Hall of Fame aufgenommen.